# Pont du château de Český Krumlov
Le Pont du château de Český Krumlov est un pont multi-étages situé à Český Krumlov, en République tchèque, qui enjambe le fossé du château local.
Le passage ouvert relie deux cours du château ensemble, environ deux étages sont fermés (avec une nouvelle mezzanine) qui relient les bâtiments des deux côtés. La première mention du pont remonte au XVe siècle, son apparence actuelle du pont date de 1777. Avec le château, le pont est inscrit au patrimoine mondial de l'UNESCO depuis 1992.

## Source
- (de) Cet article est partiellement ou en totalité issu de l’article de Wikipédia en allemand intitulé « Mantelbrücke » (voir la liste des auteurs).